# ケーダールナート寺院
ケーダールナート寺院（サンスクリット語: केदारनाथ मंदिर, IAST: Kēdāranātha Mandira, 'temple of the God of the field'）は、インドのウッタラーカンド州にあるシヴァ神を祀るヒンドゥー教の寺院。首都デリーから直線距離で北東に300kmのヒマラヤ山中は標高3,583m、ガンジス川の源流の1つであるマンダーキニー川上流の中州に本殿が置かれている。背後の北側には標高6,940mのケーダールナート山が聳える。

## 概要
ウッタラーカンド州ではバドリーナート寺院とともにヒンドゥー教における特に神聖な寺院の1つで、275箇所あるパーダル・ペトラ・スタラムの寺院の1つで、また4箇所あるチョーター・チャール・ダームの寺院の1つでもあり、更に5箇所あるパンチ・ケーダールの寺院の中で最も神聖な寺院とされている。シヴァ・プラーナに記載された12のリンガ（ジョーティルリンガ）の1つでもあり、この中ではシヴァ神の住まうカイラス山に最も近い。
本殿は4月（アクシャヤ・トリティーヤー）から11月（カールティク・プールニマー）のみ開かれ、冬季はシヴァリンガもろとも麓のウキーマトに移される。
この寺院の詳細な創建年は不明である。
伝説によると、この寺院は叙事詩『マハーバーラタ』の主役であるパーンダヴァが、戦争でカウラヴァ側の実の兄弟やバラモンを殺めてしまった罪の許しを求め神シヴァを探し、牛の姿でシヴァが部分的に出現した場所に建てた寺院（パンチ・ケーダール）の一つとされており、8世紀に初代シャンカラによって再建されたとされている。少なくとも12世紀までには著名な巡礼地として成立していたと考えられている。地質調査によると、この地は小氷期の400年間は氷雪下にあったとされている。
この地名に言及した最も古い文献は7～8世紀のスカンダ・プラーナで"Kedara"として見られる。

現代のケーダールナート寺院は、そのヒンドゥー教の聖地としての宗教的重要性もさることながら、ヒマラヤの魅力的な自然・風景や、標高約3600mという高所で5月でも残雪している冷涼な気候から、避暑を兼ねた観光地として人気が高く、開山期間中は1日数千人の参拝客が訪れる。
ケータールナート山を越えた北側にもガンジス川の源流の1つでヒンドゥー教の聖地であるガンゴートリー氷河がある。

## 気候・2013年の土石流
ケーダールナートは亜寒帯気候のDwcとなっている。
| ケーダールナートの気候 | ケーダールナートの気候 | ケーダールナートの気候 | ケーダールナートの気候 | ケーダールナートの気候 | ケーダールナートの気候 | ケーダールナートの気候 | ケーダールナートの気候 | ケーダールナートの気候 | ケーダールナートの気候 | ケーダールナートの気候 | ケーダールナートの気候 | ケーダールナートの気候 | ケーダールナートの気候 |
| 月                     | 1月                    | 2月                    | 3月                    | 4月                    | 5月                    | 6月                    | 7月                    | 8月                    | 9月                    | 10月                   | 11月                   | 12月                   | 年                     |
| ---------------------- | ---------------------- | ---------------------- | ---------------------- | ---------------------- | ---------------------- | ---------------------- | ---------------------- | ---------------------- | ---------------------- | ---------------------- | ---------------------- | ---------------------- | ---------------------- |
| 平均最高気温 °C （°F） | 1.0 (33.8)             | 2.4 (36.3)             | 6.0 (42.8)             | 10.8 (51.4)            | 14.8 (58.6)            | 17.1 (62.8)            | 16.5 (61.7)            | 15.9 (60.6)            | 14.3 (57.7)            | 10.6 (51.1)            | 6.9 (44.4)             | 3.7 (38.7)             | 10 (49.99)             |
| 日平均気温 °C （°F）   | −3.7 (25.3)            | −2.3 (27.9)            | 1.2 (34.2)             | 5.6 (42.1)             | 9.3 (48.7)             | 11.9 (53.4)            | 12.3 (54.1)            | 12.0 (53.6)            | 9.8 (49.6)             | 5.3 (41.5)             | 1.6 (34.9)             | −1.4 (29.5)            | 5.13 (41.23)           |
| 平均最低気温 °C （°F） | −8.4 (16.9)            | −6.9 (19.6)            | −3.5 (25.7)            | 0.5 (32.9)             | 3.8 (38.8)             | 6.8 (44.2)             | 8.2 (46.8)             | 8.1 (46.6)             | 5.3 (41.5)             | 0.1 (32.2)             | −3.6 (25.5)            | −6.5 (20.3)            | 0.32 (32.58)           |
| 降水量 mm （inch）     | 118.0 (4.646)          | 101.0 (3.976)          | 116.0 (4.567)          | 63.0 (2.48)            | 50.0 (1.969)           | 75.0 (2.953)           | 240.0 (9.449)          | 234.0 (9.213)          | 149.0 (5.866)          | 57.0 (2.244)           | 24.0 (0.945)           | 51.0 (2.008)           | 1,278 (50.316)         |
| 出典：                 |                        |                        |                        |                        |                        |                        |                        |                        |                        |                        |                        |                        |                        |

2013年6月16日～17日、発達した低気圧によりウッタラーカンド州は大雨となり、急激に融雪が進んだことで各地で大規模な土石流が発生した。
ケーダールナートはその土石流によって被災した地域の1つで、地元民・参拝客数百人が死亡し、数千人が道路の破壊によって一時孤立した。寺院本殿そのものは倒壊は免れたが、中洲の両脇は浸食によって大きく削られ一部建造物が流出、また寺院内に大量の岩石が流れ込み、ほぼ壊滅状態とった。約1年間の復旧工事ののちに、2014年5月から参拝が再び可能となった。現在は寺院の周囲はコンクリートの防岩壁が設置されている。
この土石流の際、一回り巨大な岩が本殿の北側のすぐ側まで転落してきたが、あたかも本殿を守るように鎮座するその姿から「神の岩」として崇拝の対象となり、復旧工事の際もこの巨岩は保存されることとなった。

## アクセス
駐車場やバスの終点があるのは麓のソーンプラヤーグで、ここが参道の拠点となっている。シャトルなどで到達できるのもゴーリークンドまでであり、ここから約14km・標高差約1600mはマンダーキニー川沿いの道を徒歩で参詣することになる。
ソンプラヤーグから徒歩で参詣する場合は片道は7～8時間程度で、平坦な道と急登が連続する道のりとなっている。
また、平地のリシケーシュからソーンプラヤーグまでも約200kmの山道で、10時間程度を要する。
そのため、ソーンプラヤーグから下流のグプタカーシーの間に点在する宿で一泊、ケーダールナートで一泊、下山し一泊する行程が主流となっている。
参拝道では、籠や馬などの輸送サービスや、現地ガイドによるサポートサービスなどが行われている。
また、ソーンプラヤーグからグプタカーシー間にはヘリポートが点在しており、ヘリで一気に寺院の近くまで移動することもできる。
参拝客の急増でインド政府はインフラとしてチャールダーム鉄道の整備を計画しており、整備されるとデリーからリシケーシュ、シュリーナガルを経由してソーンプラヤーグまで鉄道でのアクセスが可能となる予定。
また、州政府主導でソーンプラヤーグからケーダールナートを結ぶ長さ11.5kmのロープウェイを建設する計画（ケーダールナート・ロープウェイ）があり、整備されるとこの区間の所要時間が約1時間となる見込み。